# Mirosław (Mazovie)
Pour les articles homonymes, voir Mirosław.
Mirosław (prononciation : [miˈrɔswaf]) est un village polonais de la gmina de Słupno dans le powiat de Płock de la voïvodie de Mazovie dans le centre-est de la Pologne.
Il se situe à environ 4 kilomètres au nord-ouest de Słupno (siège de la gmina), 9 kilomètres à l'est de Płock (siège du powiat) et à 88 kilomètres au nord-ouest de Varsovie (capitale de la Pologne).

## Histoire
De 1975 à 1998, le village appartenait administrativement à la voïvodie de Płock.